# Boris Vukčević
Boris Vukčević (* 16. März 1990 in Osijek, SFR Jugoslawien) ist ein ehemaliger deutscher Fußballspieler.

## Vereinskarriere

### Jugend
Vukčević begann 1995 beim hessischen Klub SV Staufenberg mit dem Fußballspielen. Nach einem Umzug nach Sindelfingen 2000 ging er in die D-Jugend des VfL Sindelfingen und wechselte zur B-Jugend der SV Böblingen. Ein Jahr später wechselte er in die Jugendabteilung des VfB Stuttgart.

### Profi bei der TSG 1899 Hoffenheim
Im Sommer 2008 wechselte Vukčević zur zweiten Mannschaft der TSG 1899 Hoffenheim. Am letzten Spieltag der Saison 2008/09 kam er dort in der ersten Mannschaft beim 3:2-Auswärtssieg beim FC Schalke 04 in der Bundesliga zum Einsatz. Seit Beginn der Saison 2009/10 stand er im Aufgebot der ersten Mannschaft und erzielte am letzten Spieltag gegen den VfB Stuttgart sein erstes Bundesligator. Am 2. April 2011 erlitt er im Spiel gegen den Hamburger SV einen Wadenbeinbruch und fiel bis Ende November 2011 aus. Im Herbst 2012 verunglückte Vukčević schwer mit dem Auto und fiel zeitweise ins Koma, aus dem er jedoch wieder erwachte. Sein bis zum Sommer 2014 laufender Vertrag wurde nicht verlängert; jedoch stellte Geschäftsführer Peter Rettig in Aussicht: „Wenn Boris wieder Fußball spielen kann, wird er einen Vertrag bei der TSG 1899 Hoffenheim bekommen.“

## Nationalmannschaft
Vukčević durchlief verschiedene deutsche Jugendnationalmannschaften. 2008 kam er zu einem Einsatz in der U-19 Deutschlands, und zwischen 2009 und 2010 auf zwei Einsätze in der U-20. Seit 2010 war Boris Vukčević auch U-21-Nationalspieler und kam auf sechs Einsätze unter Trainer Rainer Adrion.

## Autounfall
Am 28. September 2012 zog sich Vukčević bei einem Autounfall lebensgefährliche Verletzungen zu. Zwei Wochen später bestand keine Lebensgefahr mehr. Vukčević wurde auf der Intensivstation im Universitätsklinikum Heidelberg behandelt. Im Oktober 2012 wurde er in eine Reha-Klinik zur weiteren stationären Behandlung verlegt.
Die rechtsmedizinische Auswertung der ärztlichen Unterlagen ergab eine akute Unterzuckerung als Unfallursache. Vukčević ist Typ-1-Diabetiker und hatte bereits im Oktober 2010 einen Autounfall aus diesem Grund.
Ein Jahr nach seinem Unfall erklärten seine Eltern in einem Interview, dass er gute Fortschritte erzielt habe „auf dem Weg zurück in ein normales Leben.“ Am 2. April 2014 zeigte er sich anlässlich eines Besuches bei seiner Mannschaft zum ersten Mal wieder in der Öffentlichkeit, zwei Wochen später besuchte er eine Bundesliga-Partie seines Klubs.
Seit 2018 ist Vukčević Jugendtrainer bei der SV Böblingen. Spätestens seit 2021 gehört er zum Trainerteam der A-Jugend des Klubs, 2023 gelang der Aufstieg in die Oberliga Baden-Württemberg.